# 536 Merapi

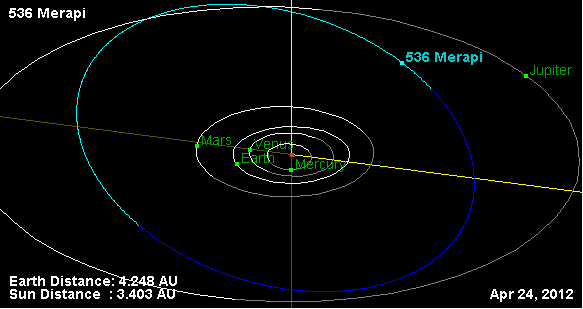
Órbita do asteroide 536

Merapi (asteroide 536) é um asteroide da cintura principal com um diâmetro de 151,42 quilómetros, a 3,22006428 UA. Possui uma excentricidade de 0,0809561 e um período orbital de 2 395,46 dias (6,56 anos).
Merapi tem uma velocidade orbital média de 15,91214041 km/s e uma inclinação de 19,3813828º.
Este asteroide foi descoberto em 11 de Maio de 1904 por George Peters.